# John Glenn Columbus nemzetközi repülőtér
A John Glenn Columbus nemzetközi repülőtér (IATA: CMH, ICAO: KCMH) az Amerikai Egyesült Államok egyik nemzetközi repülőtere, amely Columbus közelében található. Éves utasforgalma 7 455 031 fő (2022).

## Futópályák
A repülőtér futópályái:
- 10L/28R (8000 ft, 150 ft, aszfalt)
- 10R/28L (10 113 ft, 150 ft, aszfalt)

## Forgalom
Az utasforgalom az elmúlt években az alábbi módon változott:
| Utasok száma | 6 424 359 | 6 680 897 | 6 232 332 | 6 738 348 | 6 243 717 | 6 359 632 | 6 796 214 | 7 535 682 | 3 269 127 | 8 375 281 |
|              | 1998      | 2001      | 2004      | 2006      | 2009      | 2012      | 2015      | 2017      | 2020      | 2023      |

## Légitársaságok és úticélok
2025-ben a John Glenn Columbus nemzetközi repülőtérről az alábbi járatok indulnak (Utoljára frissítve: 2025-01-4):
| Légitársaság         | Célállomások | Források      |
| -------------------- | --- | ------------- |
| Air Canada Express   | Szezonális: Toronto–Pearson[forrás?] | [ 1 ]         |
| Alaska Airlines      | Seattle/Tacoma | [ 2 ]         |
| American Airlines    | Charlotte, Dallas/Fort Worth, Los Angeles (újrakezdődik 2025. március 6-tól), Phoenix–Sky Harbor Szezonális: Cancún,[forrás?] Chicago–O'Hare,[forrás?] Philadelphia[forrás?] | [ 4 ]         |
| American Eagle       | Boston, Charlotte, Chicago–O'Hare, Dallas/Fort Worth, Miami, New York–JFK, New York–LaGuardia, Philadelphia, Washington–National[forrás?] | [ 4 ]         |
| Breeze Airways       | Charleston (SC), Hartford, Raleigh/Durham Szezonális: Fort Myers,[forrás?] Jacksonville (FL),[forrás?] Norfolk, Orange County, Providence[forrás?] | [ 6 ]         |
| Delta Air Lines      | Atlanta, Minneapolis/St. Paul, Salt Lake City | [ 8 ]         |
| Delta Connection     | Boston, Detroit, Minneapolis/St. Paul, New York–JFK, New York–LaGuardia | [ 8 ]         |
| Frontier Airlines    | Denver Szezonális: Orlando[forrás?] | [ 9 ]         |
| Southwest Airlines   | Atlanta, Austin, Baltimore, Chicago–Midway, Dallas–Love, Denver, Fort Lauderdale, Fort Myers, Houston–Hobby, Las Vegas, Nashville, Orlando, Phoenix–Sky Harbor, Sarasota, St. Louis, Tampa, Washington–National Szezonális: Cancún,[forrás?] Kansas City, Miami (újrakezdődik 2025. január 11-től), San Diego | [ 12 ]        |
| Spirit Airlines      | Atlanta (kezdődik 2025. április 9-től), Fort Lauderdale, Las Vegas, New York–LaGuardia, Orlando Szezonális: Fort Myers,[forrás?] Los Angeles,[forrás?] New Orleans (újrakezdődik 2025. február 20-tól), Tampa                                                                                                 | [forrás?]     |
| Sun Country Airlines | Szezonális: Minneapolis/St. Paul[forrás?] | [ 16 ] [ 17 ] |
| United Airlines      | Chicago–O'Hare, Denver, Houston–Intercontinental, San Francisco Szezonális: Newark,[forrás?] Washington–Dulles[forrás?] | [ 18 ]        |
| United Express       | Chicago–O'Hare, Houston–Intercontinental, Newark, Washington–Dulles | [ 18 ]        |
| Viva                 | Szezonális: Cancún (kezdődik 2025 február 15-től) | [ 19 ]        |